# 세누아의 전설: 헬블레이드 II
세누아의 전설: 헬블레이드 II(Senua's Saga: Hellblade II)는 2024년 액션 어드벤처 게임으로 닌자 시어리가 개발하고 엑스박스 게임 스튜디오가 배급했다. 이 게임은 헬블레이드: 세누아의 희생 (2017)의 속편으로, 9세기 아이슬란드를 배경으로 하며 노르드 신화와 노르드 문화에서 영감을 받았다.
세누아의 전설: 헬블레이드 II는 전작에 비해 더 높은 예산과 더 큰 팀으로 제작되었다. 게임 플레이는 유사하며, 콤보 기반 전투와 퍼즐 비디오 게임을 특징으로 한다. 게임 플레이와 비주얼은 개선되었다: 언리얼 엔진 5를 기반으로 한 더 빠른 속도의 전투와 개선된 비주얼을 제공하며, 정신증에 시달리는 세누아의 심리적 공포와 고뇌에 초점을 맞춘 것은 유지되었다.
세누아의 전설: 헬블레이드 II는 2024년 5월 21일 마이크로소프트 윈도우와 엑스박스 시리즈 X/S로 출시되었다. 플레이스테이션 5 버전은 2025년 8월 12일에 모든 플랫폼에서 "향상된" 업데이트와 함께 출시될 예정이며, 여기에는 더 높은 프레임 속도의 퍼포먼스 모드, 새로운 게임 모드, 사진 모드 추가 기능 등이 포함된다. 이 게임은 예술 방향, 시각 효과 및 사운드 디자인에 대해 비평가들로부터 전반적으로 긍정적인 평가를 받았지만, 일부는 페이싱 문제와 깊이보다는 볼거리에 치중된 전투 시스템을 지적했다.

## 게임플레이
세누아의 전설: 헬블레이드 II는 3인칭 시점 액션 어드벤처 게임이다. 이 게임은 전작의 개념과 게임 플레이 요소를 계승하여 퍼즐과 룬을 활용해 진행하고, 세누아의 정신 상태를 탐구한다. 새로운 전투 시스템도 통합되었다. 이 게임은 동적인 날씨 시스템과 사실적인 물리 효과를 특징으로 하며, 전투와 탐험 모두에 영향을 미친다. 플레이어는 미끄러운 얼음 덮인 경사면에서 폭풍우가 몰아치는 해안선에 이르기까지 위험한 지형을 탐색한다.
이 게임은 유동성과 전략을 강조하는 개선된 전투 시스템을 특징으로 한다. 세누아의 확장된 동작은 다양한 전투 스타일과 전술을 가능하게 하며, 빠른 공격을 실행하기 위한 시간 지연 메커니즘을 포함한다. 적 조우는 더 다양한 유형을 자랑하며, 각 유형은 고유한 공격 패턴과 약점을 가지고 있다. 핵심은 더 빠르고 강렬한 전투에 있으며, 플레이어는 다양한 적 유형에 빠르게 적응하고 세누아의 전투 기술을 효과적으로 활용하여 생존해야 한다.
탐험은 게임 플레이의 중요한 부분으로, 플레이어는 풍경을 탐색하고 숨겨진 얼굴과 로레스탕기르 기둥과 같이 게임의 배경 지식을 풍부하게 하는 숨겨진 수집품을 발견한다. 세누아의 전설에 나오는 퍼즐은 환경에 통합되어 있으며, 종종 룬을 해독하거나 요소를 조작하여 진행하는 등 게임 세계와의 독특한 상호 작용을 필요로 한다.
이 게임은 심리적 공포 요소를 특징으로 한다. 플레이어는 세누아의 정신증과 씨름하며, 세누아의 여정을 동반하는 목소리는 안내자이자 도전의 역할을 동시에 한다.

## 줄거리
9세기, 오크니의 오크니 전사 세누아는 자발적으로 북방인 노예상인들에게 붙잡혀 오크니에서 아이슬란드로 바다를 건너가, 노예가 된 동족을 해방시키려 한다. 폭풍이 노예선들을 파괴하고 세누아는 해안에 표류한다. 해안을 따라 나아가면서 세누아는 생생한 환각을 경험하고, 오직 그녀만이 들을 수 있는 목소리들에 시달린다. 이 목소리들 중에는 학대적인 아버지의 기억인 그림자도 포함되어 있다. 세누아는 노예 상인 토르게스트를 물리치고 그를 포로로 잡아, 그가 자신을 보르가르비키 정착지로 인도하도록 한다.
가는 길에 그들은 황폐화된 정착지를 마주치고, 토르게스트는 두려워하며 이를 야만적이고 식인적인 야수 군단인 드라우가의 짓이라고 비난한다. 세누아는 파괴된 흔적을 따라 드라우가 진영으로 가서 포로로 잡힌 파르그림르를 해방시킨다. 그녀는 그가 자신의 여정에 중요하다고 느낀다. 드라우가들은 경고를 받고 거인 일타우가를 소환하고, 일타우가는 산사태를 일으켜 진영을 매몰시킨다. 세누아와 파르그림르는 탈출하여 구속된 토르게스트에게 돌아오는데, 세누아는 그에게서 선한 기운을 느껴 그를 풀어주기로 결정한다. 세 사람은 일타우가의 공격으로 폐허가 될 위기에 처한 파르그림르의 정착지로 향한다.
파르그림르는 아스크야산 화산 폭발로 미드가르드와 요툰헤임 사이의 벽이 허물어져 거인들이 그들의 세계로 들어왔으며, 보르가르비키는 거인들을 달래기 위해 노예를 희생시킨다고 설명한다. 세누아가 목소리를 듣는다는 이유로 그녀를 선지자라고 믿는 파르그림르는 그녀를 지하에 사는 신과 같은 존재인 숨겨진 존재들을 찾아 거인들의 약점을 알지도 모른다고 말한다. 그녀의 가치를 증명하기 위한 시험을 통과한 후, 숨겨진 존재들은 아스크야산이 하늘을 검게 만들고 땅을 황폐하게 만들어 기근, 분쟁, 그리고 더 잔인한 신들의 출현을 초래했다고 말한다. 절박한 여자 인군는 숨겨진 존재들의 동굴에 자신의 아기를 맡기며 그들이 보호해 주기를 바랐고, 분노에 찬 그녀는 아스크야산에서 힘을 찾아 생존하려다가 일타우가로 변했다. 세누아는 일타우가를 그녀의 진짜 이름으로 대면하고 아기의 뼈를 돌려주어 일타우가를 돌로 변하게 한다. 세누아의 승리를 본 토르게스트는 세누아의 여정에 합류하기로 결심한다.
세누아, 파르그림르, 토르게스트는 자원 조달을 위해 바르드바르크로 향하고, 그곳의 지도자 아스트리드는 그들에게 해안을 황폐하게 만드는 거인 시아바르리시를 죽여달라고 요청한다. 숨겨진 존재들은 시아바르리시가 선한 사람이었지만, 아스크야산 폭발 이후 두려움에 사로잡혀 아스트리드의 아버지를 치명적인 매복 공격에 배신함으로써 자신의 안전을 확보했다고 말한다. 정착민들은 시아바르리시를 추방했고 그는 바다에 삼켜져 거인이 되었다. 드라우가들이 바르드바르크를 공격하고 비록 그들이 패배했지만, 세누아는 그들의 도착과 이어진 죽음에 대해 자신을 탓한다. 세누아와 그녀의 동맹들은 시아바르리시를 동굴 밖으로 유인하고, 세누아는 그를 용서하여 돌로 변하게 한다.
보르가르비키로 가는 길에 유령이 나오는 야른비드르 숲을 여행하던 중, 파르그림르, 토르게스트, 아스트리드는 두려움과 의심에 사로잡히지만, 세누아는 그들을 지지하고 안전한 곳으로 이끈다. 보르가르비키에서 아스트리드와 파르그림르는 밖에 남겨진 구속된 노예 희생자들을 풀어주고, 세누아와 토르게스트는 그의 아버지이자 보르가르비키의 지도자인 고디를 대면한다. 그는 토르게스트의 말을 들으려 하지 않고, 세누아는 고디가 거인들의 위협을 이용해 백성들을 통제하려 한다는 것을 추론한다. 노예들이 해방되었다는 것을 알게 되고, 거인 티란트가 다가오자 고디는 세누아를 붙잡아 희생시키려 하지만 토르게스트가 그에게 맞선다. 세누아는 숨겨진 존재들에게 이끌려 가는데, 그들은 티란트가 아스크야산 폭발 이후 추종자들을 보호하는 데 헌신했던 고귀한 지도자였음을 밝힌다. 그러나 그는 그들이 부여한 힘에 의해 타락했고, 상황이 나아지자 거인들을 만들어내고 자연재해를 그들의 탓으로 돌려 백성들에게 새로운 두려움을 주었다.
현실로 돌아온 세누아는 고디가 토르게스트에게 치명상을 입히는 것을 목격한다. 죽기 전에 토르게스트는 세누아에게 고디를 죽이면 다른 누군가가 그 자리를 차지할 것이라고 경고한다. 세누아는 고디를 물리치고, 그가 거인에 대해 거짓말했음을 추종자들에게 밝혀내고 그들을 그에게서 돌아서게 한다. 그녀는 고디를 죽이고 그 자리를 차지하여 아버지처럼 되고, 어떤 대가를 치르더라도 백성을 안전하게 지키기 위해 통제하여 힘, 사랑, 두려움을 얻으려는 유혹을 받는다. 그러나 그녀는 자신이 구했던 사람들의 지지하는 기억과 운명에 얽매이지 않는다는 깨달음을 받아들이며 유혹을 포기한다.

## 개발

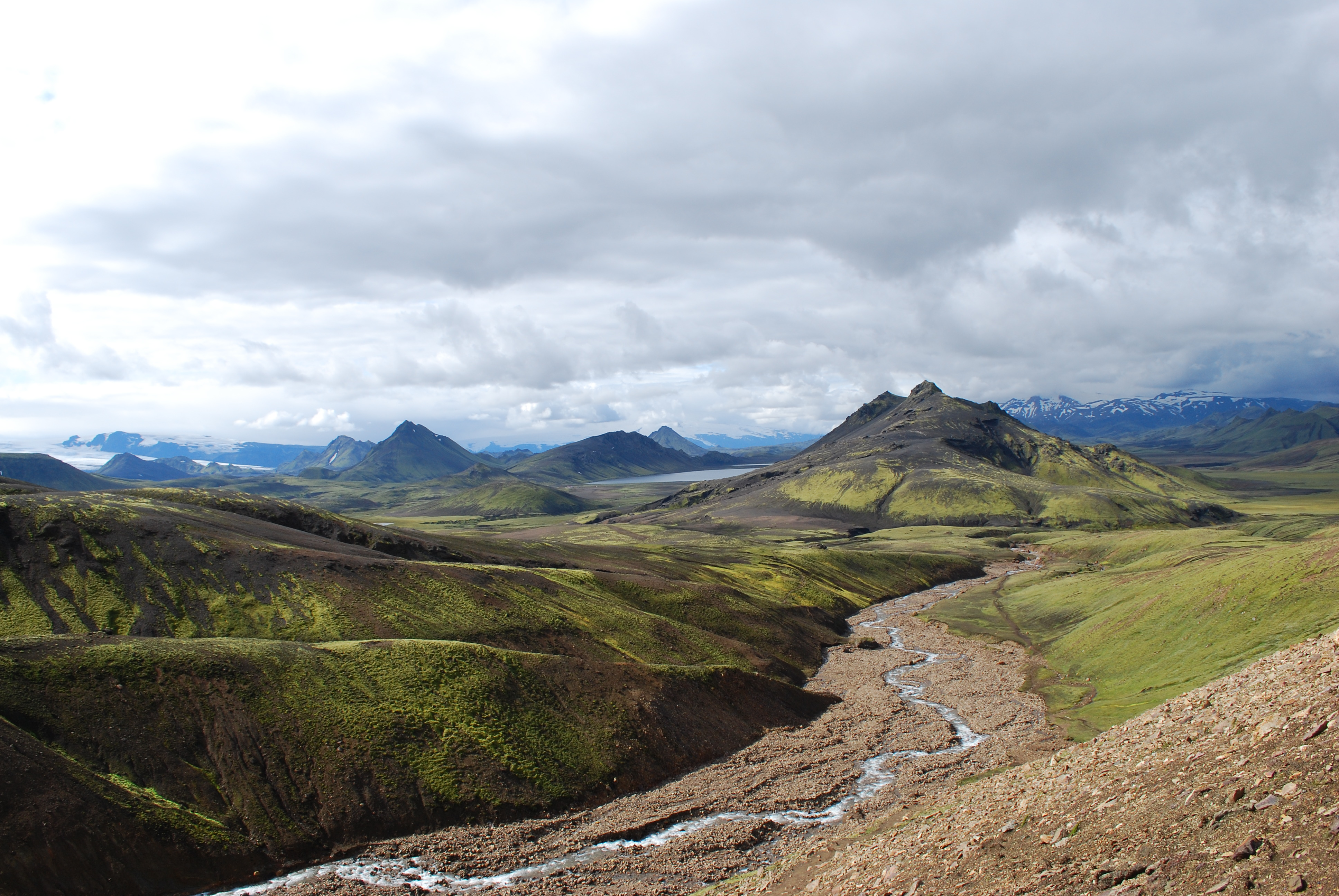
닌자 시어리의 크리에이티브 디렉터 타밈 안토니아데스는 세누아의 전설: 헬블레이드 II의 설정과 서사를 구상하면서 아이슬란드의 자연 풍경에서 영감을 얻었다.

세누아의 전설: 헬블레이드 II는 헬블레이드: 세누아의 희생 (2017)의 개발사인 닌자 시어리가 개발했다. 닌자 시어리는 2018년에 마이크로소프트에 인수되어 엑스박스 게임 스튜디오의 자회사가 되었다. 세누아의 희생에는 약 20명이 기여했지만, 스튜디오는 그 이후로 약 100명의 직원을 고용할 정도로 확장되었으며, 그 중 약 80명이 세누아의 전설에 참여했다.

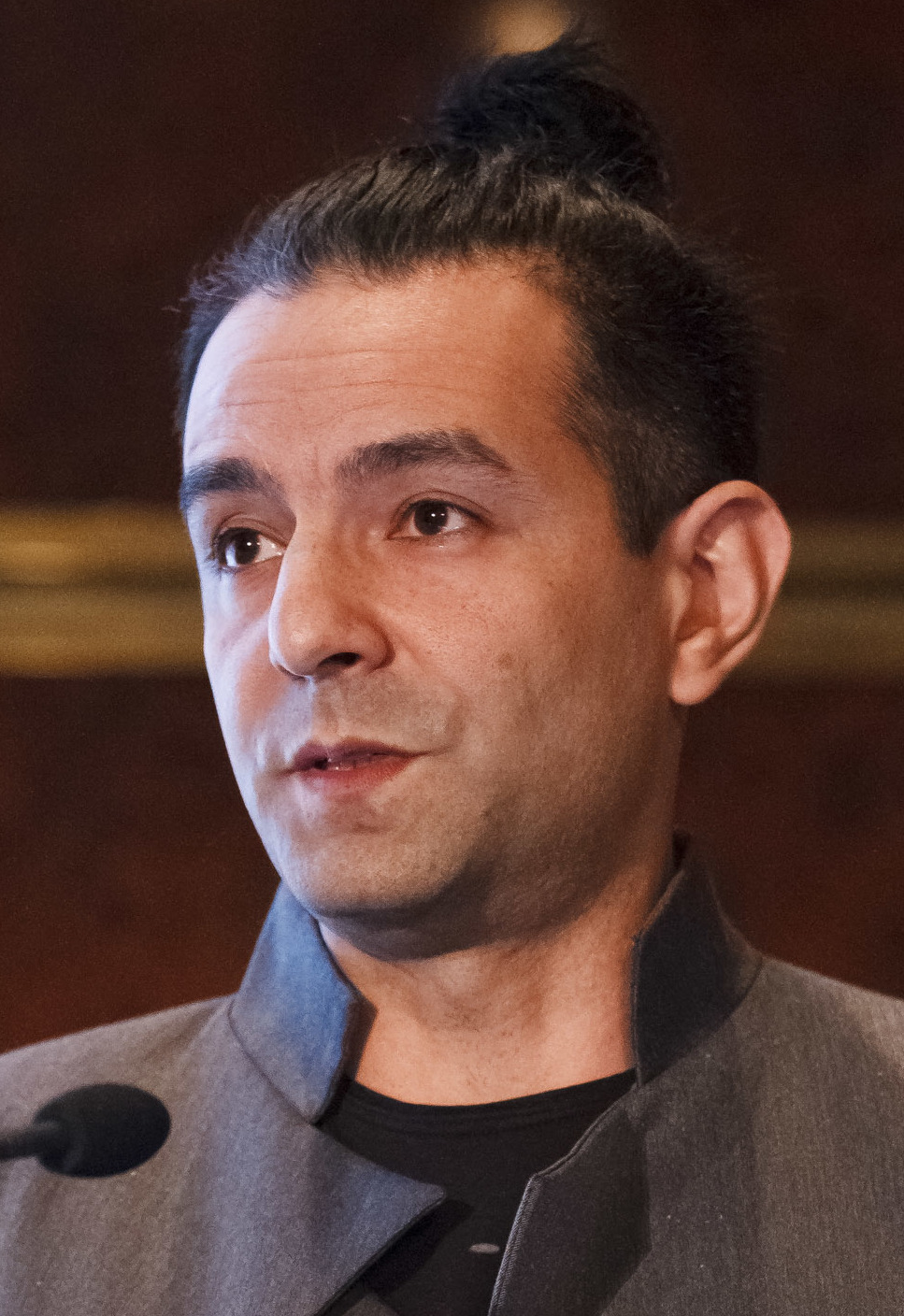
2014년의 타밈 안토니아데스 (사진)는 헬블레이드 II의 크리에이티브 디렉터를 맡았다.

첫 번째 게임 출시 후, 스튜디오의 공동 설립자이자 크리에이티브 디렉터인 타밈 안토니아데스는 휴식을 취하며 여행을 떠났고, 이 기간 동안 아이슬란드를 방문했다. 그는 그곳의 아름다움에 너무나 깊은 인상을 받아 아이슬란드를 게임의 주요 배경으로 삼는 데 영감을 받았다. 애트웰은 이 나라를 "지질학적 테마파크"라고 묘사했으며, 닌자 시어리 회장 돔 매튜스는 나중에 이 게임을 "아이슬란드에 대한 연애 편지"라고 불렀다. 안토니아데스는 스튜디오가 고대 신화와 사가에 비견될 만한 이야기를 쓰고 싶었다고 밝혔다. 안토니아데스는 회사를 떠나기 전 초기 개발 단계에 참여했다. 그가 떠난 후, 사운드 디렉터 데이비드 가르시아, 마크 슬레이터-턴스틸, 환경 아트 디렉터 댄 애트웰이 주요 프로젝트 리더 역할을 맡았다.
제작자들은 세누아의 광기와의 내면적 싸움을 묘사하는 것에서 그녀의 독특한 세계관에 의해 형성된 외부 세계와의 상호 작용을 탐구하는 것으로 강조점을 바꾸기를 원했다. 세누아의 정신증을 정확하게 묘사하기 위해 그들은 다시 케임브리지 대학교 교수 폴 플레처와 이 질환을 겪고 있는 개인들과 상담했다. 주인공의 모션 캡처 아티스트이자 성우인 멜리나 유르겐스는 자신의 캐릭터가 "모든 역경을 극복하고 치유되었다"는 묘사에 불만을 표했다. 그녀는 정신증을 앓는 개인이 일반적으로 그들의 상태에서 완전히 회복되지 않는다는 점을 강조했다. 그녀의 의도는 세누아를 "정신증의 희생자"에서 자신의 상태를 관리할 뿐만 아니라 목표를 달성하기 위한 도구로 활용할 수 있는 인물로 변화시키는 것을 묘사하는 것이었다. 닌자 시어리는 속편에서 세누아를 "희망의 등대"라고 묘사했다. 세누아의 캐릭터를 더욱 구현하기 위해 유르겐스는 아이슬란드로 여행하여 그 지역의 혹독한 기후를 직접 경험했다. 그녀는 독특한 싸움 스타일을 개발하기 위해 무술과 펜싱 기술을 연구했으며, 거의 8시간이 걸리는 과정으로 전체 의상과 분장을 한 채 장면을 녹화했다. 또한, 애니메이터들은 상대 캐릭터의 움직임을 정확하게 모방하기 위해 군사 훈련을 받았다. 애비 그린랜드와 헬렌 고엘런은 세누아가 듣는 목소리인 퓨리즈 역으로 다시 출연했다.
세누아의 전설은 "매끄러운" 스토리와의 통합을 강조하는 개선된 전투 시스템을 특징으로 한다. 전투 시스템의 주요 영감은 왕좌의 게임의 "서자들의 전투" 에피소드에 나오는 전투 안무였다. 세누아의 생존을 위한 투쟁을 효과적으로 묘사하기 위해 개발자들은 직접적인 전투에 집중하여 긴급하고 예측 불가능하며 몰입감 있게 만들려고 했다. 그들은 다양한 교전 시나리오를 다루는 다양한 전투 애니메이션을 75일 동안 기록하기 위해 모션 캡처 기술을 사용했다.
닌자 시어리는 본격적인 개발에 착수하기 전에 게임의 정교한 부분을 만들었다. 언리얼 엔진 4를 사용했던 첫 번째 게임과 달리, 속편은 최신 언리얼 엔진 5를 사용하여 개발되었다. 이 업그레이드를 통해 개선된 캐릭터 모델, 애니메이션 및 기타 시각적 구성 요소는 물론 엑스박스 시리즈 X/S 콘솔의 활용도가 향상되었다. 시리즈 X/S에서 개발자들은 보다 영화적인 경험을 얻기 위해 프레임 속도를 초당 30프레임으로 제한했다. 스튜디오는 에픽게임즈의 메타휴먼 프레임워크를 사용하여 얼굴 애니메이션을 구현했다. 모션 캡처는 닌자 시어리의 새로운 사무실에서 진행되었으며, 이 목적을 위해 특별히 장비가 갖춰졌다. 개발자들은 모션 캡처 디지털화 전문 기업인 에픽게임즈의 자회사 3Lateral과 다시 협력했다. 3Lateral의 기여자 Uroš Sikimić는 팀이 최종 결과물을 "가능한 한 사실적으로 만들면서 새로운 영화 촬영 기법도 실험하는 것"을 목표로 했다고 밝혔다. 또한, 닌자 시어리는 시각 효과 전문 회사인 Ziva Dynamics 및 인공지능을 사용하여 음성 해설을 생성하는 Altered AI와 협력했다. Altered AI의 기술은 개발 초기 단계에서 콘텐츠를 생성하는 데 사용되었다.
이후 개발자들은 생성된 그래픽 자원과 함께 위성 데이터를 사용하여 9세기 아이슬란드 풍경을 재구성했다. 세누아의 전설에 묘사된 시대에 고유한 재료와 방법을 활용하여 의상 디자이너가 만든 머리카락, 화장품, 의류 등 수많은 다른 구성 요소들도 유사한 과정을 통해 3D 복제품을 생성하기 위해 스캔되었다. 애트웰은 로버트 에거스의 연출 기법, 즉 다양한 문제 묘사에 대한 역사적 진정성에 대한 그의 헌신이 회사에 영감을 주었다고 주장한다. 이전 경험과 마찬가지로 제작자들은 바이노럴 녹음 방식을 사용하여 청각 환각을 재현했다. 스튜디오는 사운드트랙에 하일룽을 영입했는데, "그들의 기술, 깊이, 그리고 음악적 실질성이 우리의 연주와 완벽하게 어우러져 특별한 무게감을 주기 때문"이라고 믿었다.

## 마케팅 및 출시
세누아의 전설: 헬블레이드 II는 2019년 12월 13일 더 게임 어워즈 2019에서 첫 트레일러가 공개되면서 발표되었다. 이는 엑스박스 시리즈 X/S 콘솔 전용 게임으로서는 처음으로 발표된 것이며, 같은 날 콘솔 공개와 동시에 이루어졌다.
세누아의 전설은 2024년 5월 21일 마이크로소프트 윈도우와 엑스박스 시리즈 X/S용으로 출시되었다. 이 게임은 엑스박스 클라우드 게이밍 서비스에서 플레이할 수 있으며, 엑스박스 게임 패스 구독 서비스로 출시되었다. 물리 디스크 버전은 없으며, 전작과 길이가 비슷하다.
2025년 5월 게임 출시 1주년을 맞아 닌자 시어리는 세누아의 전설이 여름에 플레이스테이션 5로 출시될 예정이며, 기본 콘솔과 플레이스테이션 5 프로 모두에 새로운 기능과 최적화가 추가될 것이라고 발표했다. 두 콘솔 모두에 적용되는 개선 사항으로는 60프레임(FPS)으로 게임을 업데이트하는 퍼포먼스 모드, 메인 캠페인 중 다크 로트에 저항하는 데 초점을 맞춘 추가 로그라이크 게임 모드, 게임 내 비디오 캡처 지원을 포함한 사진 모드 개선, 그리고 개발자 코멘터리가 포함된다. 플레이스테이션 5 버전은 2025년 8월 12일에 출시될 예정이며, 앞서 언급된 기능들을 포함한 마이크로소프트 윈도우 및 엑스박스 시리즈 X/S 버전의 무료 업데이트도 함께 제공된다. 표준 에디션 외에도 마이크로소프트는 오리지널 헬블레이드: 세누아의 희생 (2017)의 플레이스테이션 5 네이티브 포트를 함께 묶은 디럭스 에디션도 배포할 예정인데, 이 포트에는 2021년에 윈도우 및 엑스박스 시리즈 X/S 버전에 추가되었던 그래픽 및 성능 향상 기능이 포함된다.
2025년 5월 오락 소프트웨어 등급 위원회 (ESRB) 등급 목록에 따르면, Limited Run Games는 플레이스테이션 5 및 엑스박스 시리즈 X용 세누아의 전설 물리 버전을 배포할 계획이며, 이와 함께 오리지널 헬블레이드: 세누아의 희생의 닌텐도 스위치 물리 버전도 출시할 예정이라고 한다.

## 평가
세누아의 전설: 헬블레이드 II는 리뷰 애그리게이터 웹사이트 메타크리틱에 따르면 비평가들로부터 "대체로 호의적인" 평가를 받았다.
IGN의 트리스탄 오길비는 세누아의 전설: 헬블레이드 II를 "미드가르드의 인간 영역을 가로지르는 6시간의 여행"으로 묘사하며 "액션 시퀀스, 숨 막히는 노르딕에서 영감을 받은 장소, 그리고 거대한 공포와의 만남"을 특징으로 한다고 언급했다. 멜리나 유르겐스가 연기한 주인공 세누아는 두려움과 자기 혐오를 헤쳐나가려는 투지를 보여준다. 환경은 "피와 연골의 구덩이"부터 "산호색 하늘 아래 산악 트레킹, 오로라의 한 조각"에 이르기까지 다양하다. IGN은 이 게임에 8점을 주며 "여주인공의 여정"을 칭찬했지만, 전투 시스템이 "게임플레이 깊이보다는 영화적인 스펙터클"을 선호한다고 지적했다.
유로게이머의 조니 치오디니는 헬블레이드 II가 "우아함, 자신감, 놀라운 잔혹성, 그리고 우레 같은 확신"으로 세누아의 이야기를 이어간다고 칭찬했다. 리뷰는 세누아의 개인적인 투쟁에서 타인과의 상호 작용으로 서사적 초점이 전환된 점을 높이 평가하며, 이 게임이 정신 질환과의 싸움이라기보다는 정신 질환을 가진 사람이 중요한 여정을 시작하는 것에 관한 이야기라고 언급했다. 유로게이머는 세누아의 캐릭터 발전을 강조하며, 그녀가 자신을 더 자비롭게 바라보고 정신증과 싸우기보다는 이를 관리하는 모습을 주목했다.
GamesRadar+는 이 게임을 "잊을 수 없고, 대립적이며, 깊이 있는 카타르시스를 제공한다"고 묘사하며, 몰입감을 조성하는 그래픽과 사운드 디자인을 칭찬했다. 리뷰는 게임의 서사 구조가 퍼즐 사이에 깊이를 더하며, 일부 페이싱 문제에도 불구하고 더 무섭고, 더 간결하며, 더 인상적인 속편이라고 언급했다.
VideoGamer.com의 톰 바드웰은 헬블레이드 II를 "암울하고, 고통스러우며, 놓칠 수 없는" 게임이라고 부르며, 주제적 탐구와 시각적 즐거움을 칭찬했다. 리뷰는 게임의 영화적 품질, 게임 플레이와 컷신 간의 전환, 그리고 게임의 무거운 주제를 보완하는 사운드 디자인을 언급했다.

### 수상
| 연도 | 시상식                          | 부문                                                               | 결과   | Ref.          |
| ---- | ------------------------------- | ------------------------------------------------------------------ | ------ | ------------- |
| 2024 | 골든 조이스틱 어워즈            | 최우수 비주얼 디자인                                               | 후보   | [ 44 ]        |
| 2024 | 골든 조이스틱 어워즈            | 최우수 오디오 디자인                                               | 후보   | [ 44 ]        |
| 2024 | 골든 조이스틱 어워즈            | 최우수 주연 (멜리나 유르겐스)                                      | 후보   | [ 44 ]        |
| 2024 | 골든 조이스틱 어워즈            | 최우수 조연 (애비 그린랜드 & 헬렌 고엘런)                          | 후보   | [ 44 ]        |
| 2024 | 더 게임 어워즈 2024             | 최우수 내러티브                                                    | 후보   | [ 45 ]        |
| 2024 | 더 게임 어워즈 2024             | 최우수 오디오 디자인                                               | 수상   | [ 45 ]        |
| 2024 | 더 게임 어워즈 2024             | 최우수 연기 (멜리나 유르겐스)                                      | 수상   | [ 45 ]        |
| 2024 | 더 게임 어워즈 2024             | 임팩트 게임                                                        | 후보   | [ 45 ]        |
| 2025 | 뉴욕 게임 어워즈                | 게임 내 최우수 연기 부문 그레이트 화이트 웨이 상 (멜리나 유르겐스) | 후보   | [ 46 ]        |
| 2025 | 애니 어워드                     | 비디오 게임 캐릭터 애니메이션 부문 최우수 업적                     | 후보   | [ 47 ]        |
| 2025 | D.I.C.E. 어워드                 | 최우수 미술 감독상                                                 | 후보   | [ 48 ] [ 49 ] |
| 2025 | D.I.C.E. 어워드                 | 최우수 캐릭터 상 (세누아)                                          | 후보   | [ 48 ] [ 49 ] |
| 2025 | D.I.C.E. 어워드                 | 최우수 오리지널 음악 작곡상                                        | 후보   | [ 48 ] [ 49 ] |
| 2025 | D.I.C.E. 어워드                 | 최우수 오디오 디자인상                                             | 후보   | [ 48 ] [ 49 ] |
| 2025 | D.I.C.E. 어워드                 | 최우수 기술 업적상                                                 | 후보   | [ 48 ] [ 49 ] |
| 2025 | Game Audio Network Guild Awards | 최우수 오디오 믹스                                                 | 수상   | [ 50 ]        |
| 2025 | Game Audio Network Guild Awards | 최우수 앙상블 캐스트 연기                                          | 후보   | [ 50 ]        |
| 2025 | Game Audio Network Guild Awards | 최우수 게임 폴리                                                   | 후보   | [ 50 ]        |
| 2025 | Game Audio Network Guild Awards | 최우수 음성 연기 (멜리나 유르겐스)                                 | 수상   | [ 50 ]        |
| 2025 | Game Audio Network Guild Awards | 올해의 대화                                                        | 후보   | [ 50 ]        |
| 2025 | 게임 개발자 초이스 어워드       | 최우수 오디오                                                      | 후보   | [ 51 ]        |
| 2025 | 게임 개발자 초이스 어워드       | 최우수 내러티브                                                    | 장려상 | [ 51 ]        |
| 2025 | 게임 개발자 초이스 어워드       | 최우수 기술                                                        | 후보   | [ 51 ]        |
| 2025 | 게임 개발자 초이스 어워드       | 최우수 시각 예술                                                   | 장려상 | [ 51 ]        |
| 2025 | NAVGTR 어워즈 2024              | 애니메이션, 기술                                                   | 후보   | [ 52 ]        |
| 2025 | NAVGTR 어워즈 2024              | 게임 엔진 내 카메라 연출                                           | 후보   | [ 52 ]        |
| 2025 | NAVGTR 어워즈 2024              | 컨트롤 디자인, 3D                                                  | 후보   | [ 52 ]        |
| 2025 | NAVGTR 어워즈 2024              | 게임 시네마 내 연출                                                | 후보   | [ 52 ]        |
| 2025 | NAVGTR 어워즈 2024              | 게임, 프랜차이즈 액션                                              | 수상   | [ 52 ]        |
| 2025 | NAVGTR 어워즈 2024              | 조명/텍스처링                                                      | 수상   | [ 52 ]        |
| 2025 | NAVGTR 어워즈 2024              | 사운드 효과                                                        | 후보   | [ 52 ]        |
| 2025 | NAVGTR 어워즈 2024              | 사운드 사용, 프랜차이즈                                            | 후보   | [ 52 ]        |
| 2025 | NAVGTR 어워즈 2024              | 드라마 작문                                                        | 수상   | [ 52 ]        |
| 2025 | 영국 아카데미 게임상            | 애니메이션                                                         | 후보   | [ 53 ] [ 54 ] |
| 2025 | 영국 아카데미 게임상            | 예술적 성취상                                                      | 후보   | [ 53 ] [ 54 ] |
| 2025 | 영국 아카데미 게임상            | 오디오 성취상                                                      | 후보   | [ 53 ] [ 54 ] |
| 2025 | 영국 아카데미 게임상            | 영국 게임상                                                        | 후보   | [ 53 ] [ 54 ] |
| 2025 | 영국 아카데미 게임상            | 엔터테인먼트 외 게임상                                             | 후보   | [ 53 ] [ 54 ] |
| 2025 | 영국 아카데미 게임상            | 음악                                                               | 후보   | [ 53 ] [ 54 ] |
| 2025 | 영국 아카데미 게임상            | 내러티브                                                           | 후보   | [ 53 ] [ 54 ] |
| 2025 | 영국 아카데미 게임상            | 주연 배우상 (멜리나 유르겐스 - 세누아 역)                          | 후보   | [ 53 ] [ 54 ] |
| 2025 | 영국 아카데미 게임상            | 조연 배우상 (알디스 아마 해밀턴 - 아스트리드 역)                   | 후보   | [ 53 ] [ 54 ] |
| 2025 | 영국 아카데미 게임상            | 조연 배우상 (애비 그린랜드 & 헬렌 고엘런 - 퓨리즈 역)              | 후보   | [ 53 ] [ 54 ] |
| 2025 | 영국 아카데미 게임상            | 기술 성취상                                                        | 수상   | [ 53 ] [ 54 ] |